# Natura Artis Magistra

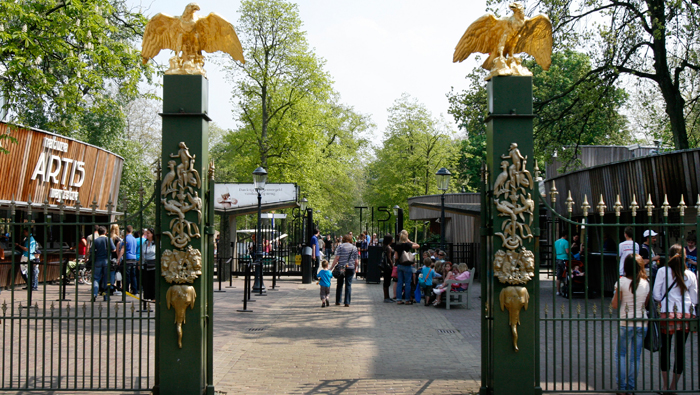
Vstup do zoologické zahrady Natura Artis Magistra, Amsterdam, Nizozemí

Natura Artis Magistra je nejstarší zoologická zahrada v Nizozemsku. Nachází se ve čtvrti Plantage v centrálním obvodu hlavního města Amsterdamu a má rozlohu 14 hektarů.
Založili ji 1. května 1838 amsterdamští měšťané Gerardus Frederik Westerman, Johann Wilhelm Heinrich Werlemann a Jan Jacob Wijsmuller. Přístup do zahrady měli zpočátku jen členové učené společnosti, kteří její provoz financovali z členských příspěvků. Od roku 1851 bylo v měsíci září otevřeno i pro veřejnost a od roku 1920 je možno zahradu navštívit celoročně, přičemž v září je snížené vstupné.
Název znamená v latině „Příroda je učitelkou umění“, v běžné řeči se zkracuje na Artis podle nápisu nad hlavní branou. V duchu tohoto hesla se zde konají také kulturní akce, v areálu se nachází 27 památkově chráněných budov a bohatá sochařská výzdoba, na níž se podíleli Jaap Kaas a Anthony Smith. V zahradě vytvářel svá díla Max Liebermann.
V areálu zahrady se nachází planetárium, arboretum, akvárium, kolekce mikroorganismů Micropia, geologické muzeum, knihovna s archívem Hugo de Vriese a restaurace U dvou gepardů. Byla zde také etnografická expozice, která byla přenesena do Tropenmuseum, a sbírka zkamenělin, která je od roku 2010 k vidění v leidenském muzeu Naturalis.
V zoo je chováno okolo devíti set živočišných druhů. Patří k nim ohrožení přímorožec šavlorohý, anoa nížinný, ksukol ocasatý, makak chocholatý nebo člunozobec africký. Je zde možno vidět také lvy, tapíry, gorily, slony indické, pakoně běloocasé, želvy obrovské nebo různozobce Francisovy.
Zahrada je známá tím, že v ní 12. srpna 1883 uhynula poslední zebra kvaga.
Natura Artis Magistra je členem Světové asociace zoologických zahrad a akvárií. V roce 2019 ji navštívilo více než 1,4 milionu osob. Ředitelem je od roku 2017 Rembrandt Sutorius.